# Konrad Weichert
Konrad Weichert (ur. 20 marca 1934 w Kauern, ob. Kurznie, zm. 8 marca 2003 w Rostocku) – niemiecki żeglarz sportowy. Dwukrotny medalista olimpijski.
Reprezentował barwy Niemieckiej Republiki Demokratycznej. Brał udział w dwóch igrzyskach olimpijskich (IO 68, IO 72), na obu zdobywał medale w klasie Dragon, brąz w 1968 i srebro w 1972. Podczas obu startów sternikiem jachtu był Paul Borowski, trzecim członkiem załogi Karl-Heinz Thun. Zdobyli również dwa złote medale mistrzostw Europy w 1970 i 1972 oraz srebrny w 1969 i brązowy w 1968.
Jego brat Herbert również był żeglarzem i olimpijczykiem z Monachium.